# 新東區
新東區為民國三十五年（1946年）的舊省轄市嘉義市行政區之一。

## 沿革
- 1945年（民國34年）中華民國接管臺灣，12月1日嘉義市正式成立，並將行政區劃分為東門、西門、北門、南門、八獎、竹圍、北鎮、東山等八區。
- 1946年（民國35年）7月，將東門區與東山區合併為新東區[2]。
- 1950年（民國39年）10月，調整行政區域，嘉義市被廢除省轄市資格，與臺南縣嘉義區、東石區合併為嘉義縣，新東區改制為新東鎮[1]。
- 1951年（民國40年）11月，與新西鎮、新南鎮、新北鎮合併成立縣轄市嘉義市[1]。

## 行政區
- 新東區共下轄32里[2][3]:413-414：
  - 東山里、東門里、東安里、大街里、重光里、東噴里、中和里、東仁里、成仁里、東平里、雲樂里、
內安里、太平里、雲霄里、溫和里、雲西里、檜村里、新店里、後莊里、圳頭里、盧厝里、鹿寮里、
短竹里、長竹里、東川里、王田里、頂莊里、中莊里、下莊里、寧海里、志航里、希康里

## 教育與醫療機構

### 高等學校
- 國立嘉義高級中學

### 國民學校
- 嘉義市立新東區林森國民學校（今 嘉義市林森國民小學）